# Dinosaures de Coll de Nargó
Els dinosaures de Coll de Nargó van sortir a la llum pública gràcies a una sèrie de troballes de jaciments paleontològics al municipi de Coll de Nargó, a l'Alt Urgell. Aquest fet va fer entrar Coll de Nargó dins la ruta establerta entre aquest municipi i Isona i Conca Dellà, zona molt rica també en aquests tipus de jaciments. Les primeres troballes foren de nius d'ous de dinosaure. Josep Peralba, de Coll de Nargó i Joan Escuer, ambdós geòlegs de professió i fundadors d'Amics dels dinosaures de l'Alt Urgell (ADAU), en van ser els primers descobridors.

## Inici de les investigacions
L'any 1985 es van començar a investigar els fòssils localitzats al terme de Coll de Nargó. Durant les excavacions es descobriren, bàsicament, nius de dinosaures en diferents estats de conservació. Davant la magnitud de les troballes es va comunicar a les diferents administracions i institucions per recomanar la seva protecció i preservació. La manca de recursos econòmics no va permetre anar més enllà de recuperar un parell de jaciments que s'estaven deteriorant greument. Cap a finals de la dècada de 1990 es va detectar que alguns d'aquests jaciments eren objecte d'espoliació. Davant d'aquests fets es va creure oportú fundar ADAU a fi d'aturar aquestes accions i començar un període de protecció, conservació i divulgació d'aquestes restes.

## Fossilització
És el procés pel qual, la resta d'un organisme, impressió o vestigi, arriba a preservar-se fins a nosaltres. Aquest procés, en termes generals, s'inicia quan l'animal o planta mor i té, tot seguit, la possibilitat de quedar enterrat pels sediments. Igual pel que fa a les petjades, empremtes o altres despulles. Aquest enterrament pot donar-se en els fons de llacs, pantans i mars on les criatures varen viure. Després de sepultat, el cadàver pateix el procés de descomposició. Això no obstant, per la seva consistència, els ossos i parts dures poden resistir per més temps aquest atac destructiu. Les aigües que es filtren pels sediments on és enterrada la despulla, aporten minerals que van omplint els porus, forats i cavitats dels ossos, petrificant-los. Tancats en aquesta tomba, les restes romanen i formen part de les roques, conservant-se indefinidament fins que alguns processos geològics com l'erosió, els posa de nou a la intempèrie començant així la seva destrucció de no ser recollits per paleontòlegs. Molts fòssils han desaparegut per aquests processos ben abans que aparegués l'home sobre la terra.

## Sala Límit K-T
El jaciment d'ous i nius de dinosaures de Coll de Nargó és considerat per la comunitat científica un dels tres més importants del món.
Coincideix amb la desaparició dels darrers grans dinosaures que van habitar la Terra en el límit K-T, moment històric entre els períodes geològics del Cretaci i el Terciari, fa 65 milions d'anys, quan es va produir una de les grans extincions massives de la història de la Terra i l'inici d'una nova era dominada pels mamífers.
Per a divulgar la importància del jaciment s'ha creat un museu on s'escenifica el període en què els dinosaures estaven estesos per tot el planeta i es presenten les principals hipòtesis sobre la seva extinció, com l'impacte d'un asteroide, i conèixer a més els mamífers que van ocupar el seu lloc. La visita es completa amb el "Mirador del Cretaci", un jaciment paleontològic obert al públic on es poden contemplar petjades, postes d'ous de dinosaure i restes de vegetació del Cretaci.